# Situativer Ansatz
Die situativen Ansätze der Organisationstheorie entwickelten britische und amerikanische Sozialwissenschaftler ab den 1960er-Jahren. Die im Deutschen gelegentlich verwendete Alternativbezeichnung Kontingenztheorie leitet sich von der englischsprachigen Bezeichnung Contingency Theory ab. Die Bezeichnung situativer Ansatz wurde durch die Astonians der vierten Generation, Alfred Kieser und Herbert Kubicek, geprägt.
Im Fokus ihrer Untersuchungen standen die Zusammenhänge zwischen spezifischen Variablen (z. B. Technik, Markt) der jeweiligen situativen Umwelt und der Organisationsstruktur und ihrer Effizienz. Der situative Ansatz wird von der Organisationslehre überwiegend als überholt eingeschätzt.

## Grundthesen
Zwei Grundthesen kennzeichnen die Beiträge des situativen Ansatzes:
1. Unterschiedliche Organisationsstrukturen und unterschiedliche Verhaltensweisen der Organisationsmitglieder sind auf Unterschiede der Situation zurückzuführen, in der sich die Unternehmen befinden.
2. Organisationsstrukturen und Verhaltensweisen sind je nach Situation unterschiedlich effizient.[4]:23

Diese Hypothesen lassen somit keine verallgemeinerbare optimale Form von Organisationen zu. Die starre Typologisierung von Organisationsstrukturen wird stattdessen zu Gunsten der Beschreibung von Organisationen durch Merkmalsvariablen mit unterschiedlicher Ausprägung aufgegeben.
Die Beiträge des situativen Ansatzes werden bei Kieser und Kubicek in analytische und pragmatische Varianten unterteilt.

## Analytische Varianten
Hier geht es um die Verfolgung eines theoretischen Wissenschaftszieles. Dafür werden die Strukturvariablen der Organisation als abhängige Größen aufgefasst. Die Situationsvariablen hingegen werden zur Erklärung von Unterschieden in den untersuchten Organisationsstrukturen als unabhängige Größen aufgefasst.
Drei Fragestellungen kennzeichnen das Forschungsprogramm des analytisch situativen Ansatzes:
1. Wie können Organisationsstrukturen beschrieben (in Begriffe gefasst) und operationalisiert (messbar gemacht) werden, um Unterschiede zwischen Organisationsstrukturen in empirischen Untersuchungen aufzeigen zu können?
2. Welche situativen Faktoren oder Einflussgrößen erklären eventuell festgestellte Unterschiede zwischen Organisationsstrukturen?
3. Welche Auswirkungen haben unterschiedliche Situation-Struktur-Konstellationen auf das Verhalten der Organisationsmitglieder und die Zielerreichung (Effizienz) der Organisation? Lässt sich für jede Situation eine Organisationsstruktur finden, die das Verhalten der Organisationsmitglieder so steuert, dass die Effizienz der Organisation gesichert werden kann?“[5]:171

Häufig werden auch „Warum-Fragen“ zum Erkenntnisgewinn herangezogen. Die aus diesen Fragen gewonnenen Erkenntnisse sind dann neue Theorien.:24
Voraussetzungen
Für die Beantwortung dieser Fragen müssen zuvor folgende Parameter definiert werden:
- Definition der relevanten Variablen der Organisationsstruktur. Dies sind beispielsweise der Grad der Arbeitsteilung, technische Regeln oder Normen.
- Festlegung der situativen Faktoren, die zur Messung notwendig sind. Diese Faktoren müssen operationalisiert werden, damit sie in empirischen Untersuchungen miteinbezogen werden können. Beispiele hierfür sind Stärken sowie Häufigkeiten von Nachfrageschwankungen oder Auftreten neuer Konkurrenten auf dem Markt. Es können auch Mitglieder der Organisation über ihre Ansichten zu diesem Thema befragt werden.
- Weiter ist zu klären, welche Dimensionen des Verhaltens, Effizienz in Abhängigkeit von formaler Organisationsstruktur und der Situation der Organisation selbst gemessen werden sollen.

Sind diese Parameter definiert, kann man den Zusammenhang zwischen den situativen und strukturellen Variablen auf Basis empirischer Daten ermitteln. Hypothesen zu bilden, ist hierfür nötig.:172 ff.

## Pragmatische oder handlungsbezogene Varianten
Ziel ist die Formulierung von Gestaltungsmöglichkeiten und -empfehlungen sowie deren Begründung.
Die Auswahl jener Strukturvariante, die der Situation des Unternehmens am besten entspricht, spielt hier eine entscheidende Rolle.:26
Aufgabe der Organisationsforschung ist es dann, die als relevant anzusehenden Situationsvariablen festzulegen und in Folge die richtigen Schlussfolgerungen für die organisatorische Gestaltung zu ziehen.:28
Bei der organisatorischen Gestaltung sind die Strukturvariablen so zu wählen, dass Konsistenz mit den situativen Bedingungen des Unternehmens besteht. Dafür ist ein Organisator erforderlich, der diese optimale Strukturalternative ermittelt.:26
Um dies zu erreichen, werden „Wie-Fragen“ eingesetzt, deren Antworten denjenigen nützen sollen, die Probleme der organisatorischen Gestaltung in der Praxis zu lösen haben.:24

## Dimensionen der Situation
Die Merkmale der Situation werden anhand von Dimensionen gegliedert.
| Dimensionen der internen Situation | Dimensionen der externen Situation                                                             |
| --- | ---------------------------------------------------------------------------------------------- |
| Gegenwartsbezogene Faktoren: - Leistungsprogramm - Größe - Fertigungstechnologie - Informationstechnologie - Rechtsform und Eigentumsverhältnisse | Aufgabenspezifische Umwelt: - Konkurrenzverhältnisse - Kundenstruktur - Technologische Dynamik |
| Vergangenheitsbezogene Faktoren: - Alter der Organisation - Art der Gründung - Entwicklungsstadium der Organisation                               | Globale Umwelt: - gesellschaftliche Bedingungen - kulturelle Bedingungen                       |

Die wichtigsten situativen Faktoren, die in empirischen Studien analysiert wurden, sind Umwelt, Technologie und Größe der Organisation sowie, in abgeschwächter Form, Rechtsform und Leistungspolitik.
Der situative Ansatz (nach Kieser) sieht drei Arten der Fertigungstechnik vor: Werkstattfertigung (niedrige Spezialisierung, hoher Koordinationsbedarf, Koordination durch: persönliche Weisung und Selbstbestimmung), Fließfertigung (hohe Spezialisierung, niedriger Koordinationsbedarf innerhalb der Fertigung, hoher Koordinationsbedarf zwischen den Abteilungen, Koordination durch: Programmierung, Planung) und Automatisierungsfertigung (niedrige Spezialisierung, hoher Koordinationsbedarf in der Fertigung, Koordination durch: Selbstabstimmung, Weisung, Planung).
Die Fertigungstechnik bedingt die Struktur in der Organisation, aber die Kombinationen (gerade bei Koordination) können unterschiedlich sein.

## Exemplarische Studien
Eine klassische Studie über den Einfluss der Marktumwelt auf die Organisationsstruktur ist The Management of Innovation (1961) von Tom Burns und George M. Stalker. Vereinfacht dargestellt, paaren die Autoren statische Märkte mit mechanischen und dynamische Märkte mit organischen Organisationssystemen.
Pioniercharakter hat die Untersuchung von Joan Woodwards Industrial Organisations: Theory and Practice (1965). In ihr untersuchte sie den Zusammenhang von Produktionstechnik (unabhängige Variable) und Produktionsorganisation, d. h. managerielles Leitungs- und Kontrollsystem (abhängige Variable).

## Kritik
Kritiken an dieser Theorie lassen sich grundlegend in zwei Kategorien unterteilen: Kritik an den methodologischen Werkzeugen und Kritik an den theoretischen Grundlagen.
Die Analysenergebnisse der Kontingenztheorie bilden aufgrund von nicht repräsentativen Stichproben und unangemessenen Statistikverfahren empirisch beobachtbare Organisationsstrukturen nicht realitätsnah ab. Des Weiteren ist die Annahme, dass es für eine bestimmte Situation eine "perfekte" Struktur gibt, höchst fragwürdig. Darüber hinaus werden Situationen im Kontingenzansatz als gegeben verstanden; nach diesem Verständnis haben Organisationen keinerlei Einfluss auf ihre Situation. Empirisch lässt sich feststellen, dass Organisationsmitglieder sehr wohl einen Einfluss auf ihre Umwelt haben. Weiterhin ist die Annahme, dass Organisationen streng rational handeln unterkomplex; realer ist eine Vorstellung, nach der Entscheidungen lediglich auf Grundlage begrenzter Rationalität getroffen werden können.
Weitere Punkte, die von Organisationstheoretikern häufig beanstandet werden::411
- Situations- und Strukturmerkmale: Es wird oft die fehlende Berücksichtigung der Koordination durch Selbstabstimmung und der Partizipation an Entscheidungen bemängelt.
- Angemessenheit statistischer Verfahren: Die statistische Analyse der Zusammenhänge zwischen Struktur- und Situationsvariablen und die Aggregation der Variablen, verglichen mit realen Verhältnissen, ist nicht angemessen.
- Ungültigkeit der verwendeten empirischen Maße: Bei der Anwendung verschiedener Methoden kommt es oft zu völlig unterschiedlichen Befunden über die strukturellen Zusammenhänge.

## Erweiterungen und Nachfolgetheorien
- Theorie der strategischen Wahl von John Child (1972) Strategic Choice, war eines der ersten erweiterten Konzepte zum situativen Ansatz
- Konfigurationsansatz von Henry Mintzberg (1979), entwickelte als Erster die sogenannte Strukturtypen bzw. Konfigurationen
- Strukturationstheorie von Anthony Giddens (1984), Dualität von Struktur und Handlung
- 3D-Modell von William James Reddin (1967), dreidimensionales Führungsmodell
- die Wirkungen der Unternehmens-Umwelt auf die Organisation der Untereinheiten von Unternehmen in den Untersuchungen von Jay Lorsch und Paul R. Lawrence, 1967.[10][11]
- Kontingenztheorie (Führungslehre) von Fred Edward Fiedler (1967), Messung der Effizienz von Führungsstilen mit Hilfe des LPC-Wertes